# Безопасность полётов

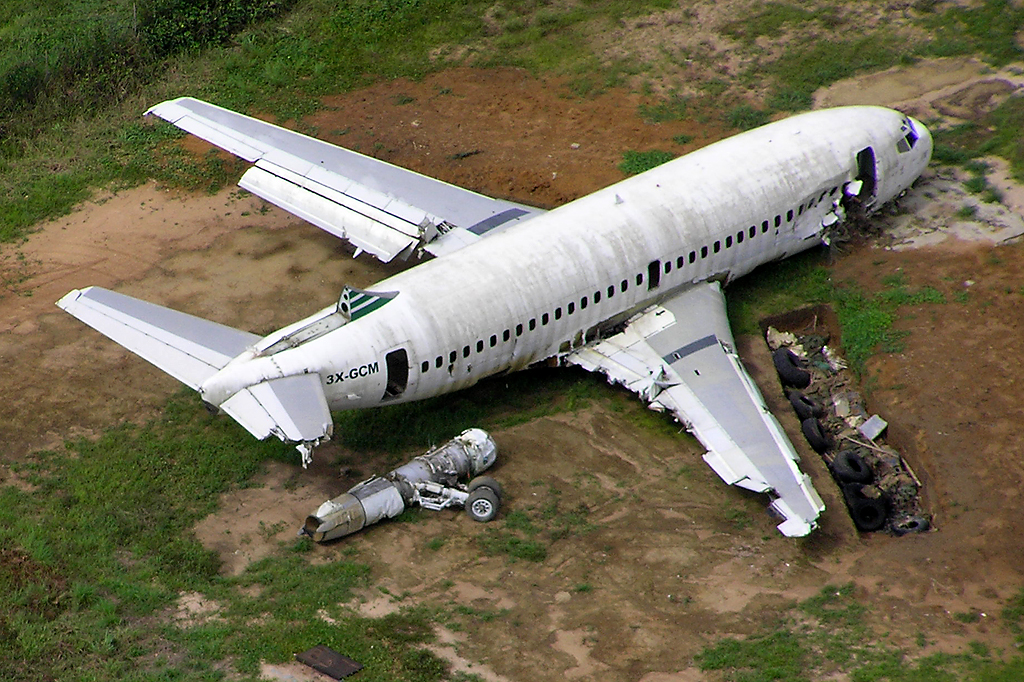
Общий вид места катастрофы с самолётом Boeing 737

Безопа́сность полётов — это состояние авиационной системы или организации, при котором риски, связанные с авиационной деятельностью, относящейся к эксплуатации воздушных судов или непосредственно обеспечивающей такую эксплуатацию, снижены до приемлемого уровня и контролируются. Безопасность полётов определяется способностью авиационно-транспортной системы осуществлять воздушные перевозки без угрозы для жизни и здоровья людей.
Это понятие не следует путать с авиационной безопасностью. В зависимости от контекста понятие безопасности полётов может иметь различные интерпретации, например:
- отсутствие авиационных происшествий;
- отсутствие или приемлемые уровни рисков, то есть вероятности негативных последствий тех факторов, которые могут привести к ущербу;
- отношение работников к небезопасным действиям и условиям, то есть корпоративная культура безопасности с сопутствующими процессами выявления источников опасности и управления рисками с целью предупреждения авиационных происшествий (человеческих жертв, ущерба имуществу и окружающей среде).

Ни один вид человеческой деятельности и ни одна искусственная система не свободны от рисков. Безопасность относительное понятие, предполагающее наличие рисков и в "безопасной" системе при их приемлемом уровне.
Соответственно, безопасность рассматривается как результат управления факторами риска — состояние, при котором риски причинения вреда лицам или имуществу снижены до приемлемого уровня и поддерживаются на этом, либо более низком уровне, путём систематического выявления источников опасности и контроля факторов риска.
Одной из задач в управлении безопасностью полётов является популяризация и распространение информации о безопасности полётов. Например, по информации Росавиации, с января по ноябрь 2023 года количество инцидентов с самолётами в гражданской авиации России снизилось на 1,3% по сравнению с тем же периодом 2022 года и составило 670. Количество происшествий с отказами авиационной техники сократилось на 2%, что свидетельствует об отсутствии тенденции к росту числа инцидентов, несмотря на рост налета самолётов на 6,5%, до 1,85 млн часов.